# Kidō Butai
Kidō Butai (japanisch 機動部隊 ‚mobile Truppe‘) war der Name der größten seegestützten Eingreifflotte zu Beginn des Zweiten Weltkriegs im Pazifik. Sie wurde am 10. April 1941 von der Kaiserlich Japanischen Marine gebildet und gehörte der Kombinierten Flotte an. Kern der Kidō Butai war die damalige 1. Marineluftflotte mit ihren sechs Flugzeugträgern und 474 Kampfflugzeugen der 1., 2. und 4. Trägerdivision. Dazu gehörten die Akagi, Kaga, Sōryū, Hiryū, Ryūjō und ab dem 10. Dezember 1941 auch der Träger Taiyō.
Später wurde die Trägerdivision 5 mit der Shōkaku und der Zuikaku dazugenommen. Sie bildeten von nun an den Kern der Kidō Butai. Dazu gehörten kleinere Geleitflugzeugträger und etliche Schlachtschiffe, Kreuzer und Zerstörer. Diese geballte Streitmacht schickte Admiral Yamamoto Isoroku nach Osten, um den Angriff auf Pearl Harbor auszuführen. Befehlshaber der 1. Marineluftflotte war zu dieser Zeit Vizeadmiral Nagumo Chūichi und deren Stabschef Konteradmiral Kusaka Ryūnosuke.
Die Schiffe der Kidō Butai operierten teilweise auch unabhängig voneinander. Sie waren beim Luftangriff auf Darwin, bei der Attacke im Indischen Ozean, der Operation MO und der darauf folgenden Schlacht im Korallenmeer beteiligt.
Bei der Schlacht um Midway vom 4. bis 6. Juni 1942 musste die Flotte allerdings den Verlust von vier Flugzeugträgern hinnehmen. Dies markierte den Anfang vom Ende der Übermacht der japanischen Marine im Pazifik.
Die übrigen Flugzeugträger nahmen weiter an den Schlachten des Pazifikkriegs teil und wurden des Öfteren auch als Kidō Butai bezeichnet. Vor allem die Shōkaku und Zuikaku, die noch an der Schlacht bei den Ost-Salomonen und der Schlacht bei den Santa-Cruz-Inseln im August und Oktober 1942 teilnahmen, wurden mit diesem Namen benannt.

## Einsatzgrundsätze der Kidō Butai
Die Erfahrungen beim Einsatz der Akagi vor China haben dazu beigetragen, die Trägerdoktrin der IJN weiterzuentwickeln. Eine der Lektionen, die man in China gelernt hatte, war die Bedeutung von Konzentration und Masse für den Einsatz von Seeluftstreitkräften an Land. Daher bildete die IJN im April 1941 die Kido Butai, um alle Flugzeugträger der Flotte unter einem einzigen Kommando zu vereinen. Am 10. April wurden Akagi und Kaga der Ersten Trägerdivision als Teil der neuen Trägerflotte zugeteilt, zu der auch die Zweite (mit den Trägern Hiryū und Sōryū) und die Fünfte (mit Shōkaku und Zuikaku) Trägerdivision gehörten. Die IJN konzentrierte ihre Doktrin auf Luftangriffe, bei denen die Luftverbände ganzer Trägerdivisionen und nicht einzelner Träger zusammengelegt wurden. Wenn mehrere Trägerdivisionen zusammen operierten, wurden die Luftverbände der Divisionen zusammengelegt. Diese Doktrin kombinierter, massiver trägergestützter Luftangriffsgruppen war die fortschrittlichste ihrer Art in der Welt. Die IJN befürchtete jedoch, dass die Zusammenlegung aller Flugzeugträger dazu führen würde, dass sie durch einen massiven feindlichen Luft- oder Bodenangriff auf einmal ausgelöscht werden könnten. Daher entwickelte die IJN eine Kompromisslösung, bei der die Flugzeugträger innerhalb ihrer Trägerdivisionen eng beieinander operierten, die Divisionen selbst jedoch in lockeren rechteckigen Formationen mit einem Abstand von etwa 7.000 Metern zwischen den einzelnen Trägern. Die japanische Doktrin besagte, dass nicht ganze Flugzeugträgergruppen in einem einzigen Massenangriff abgeschossen werden sollten. Stattdessen startete jeder Flugzeugträger einen „Deckladungsangriff“ mit all seinen gleichzeitig auf dem Flugdeck befindlichen Flugzeugen. Nachfolgende Angriffswellen bestanden aus der nächsten Deckladung von Flugzeugen. Somit bestanden die Luftangriffe der Kido Butai häufig aus mindestens zwei Wellen von Flugzeugen.
Obwohl die Konzentration so vieler Flugzeugträger in einer einzigen Einheit ein neues und revolutionäres offensives strategisches Konzept darstellte, litt die Kido Butai unter mehreren defensiven Mängeln der Träger. Die Flakgeschütze der japanischen Flugzeugträger und die dazugehörigen Feuerleitsysteme wiesen mehrere Konstruktions- und Konfigurationsmängel auf, die ihre Wirksamkeit einschränkten. Außerdem bestanden die Luftkampfpatrouillen der IJN-Flotte zur Verteidigung der Träger aus zu wenigen Kampfflugzeugen und wurde durch ein unzureichendes Frühwarnsystem, einschließlich eines fehlenden Radars, behindert. Darüber hinaus behinderte die schlechte Funkverbindung mit den Kampfflugzeugen eine wirksame Führung der Luftkampfpatrouille. Darüber hinaus waren die Begleitschiffe der Flugzeugträger weder ausgebildet noch eingesetzt, um eine enge Flugabwehrunterstützung zu leisten. Diese Unzulänglichkeiten in Verbindung mit den bereits erwähnten Schwächen an Bord sollten Akagi und anderen Flugzeugträgern der Kido Butai schließlich zum Verhängnis werden.
Die Kido Butai wurde nicht als primäre strategische Angriffstruppe der IJN betrachtet. Die IJN betrachtete die Kido Butai immer noch als integralen Bestandteil der Kantai Kessen (übersetzt Seekriegsflotte Entscheidungsschlacht) der Kombinierten Flotte, die sich auf Schlachtschiffe konzentrierte.

### Die Trägerdivisionen der Kidō Butai zu Beginn des Pazifikkriegs

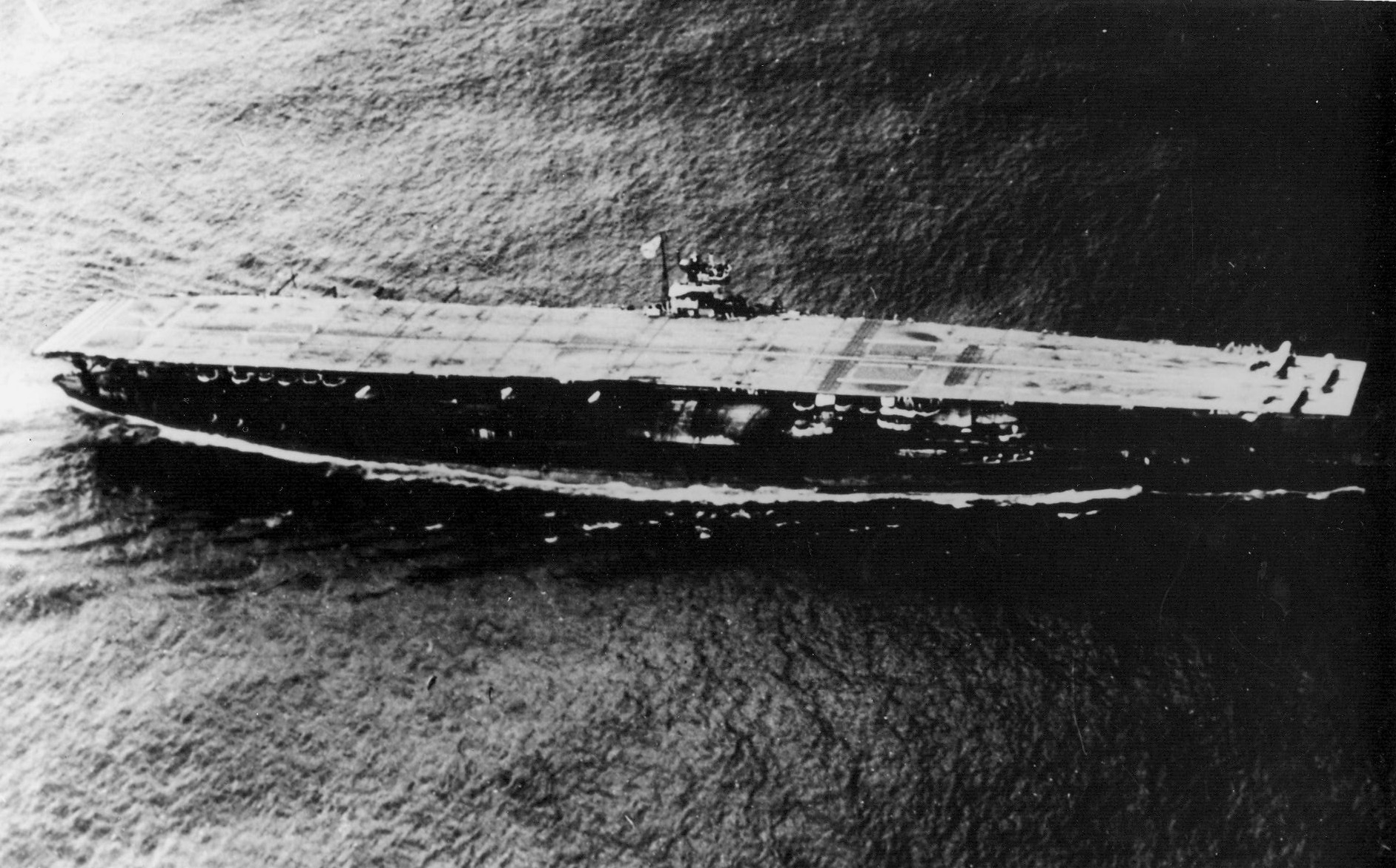
Akagi
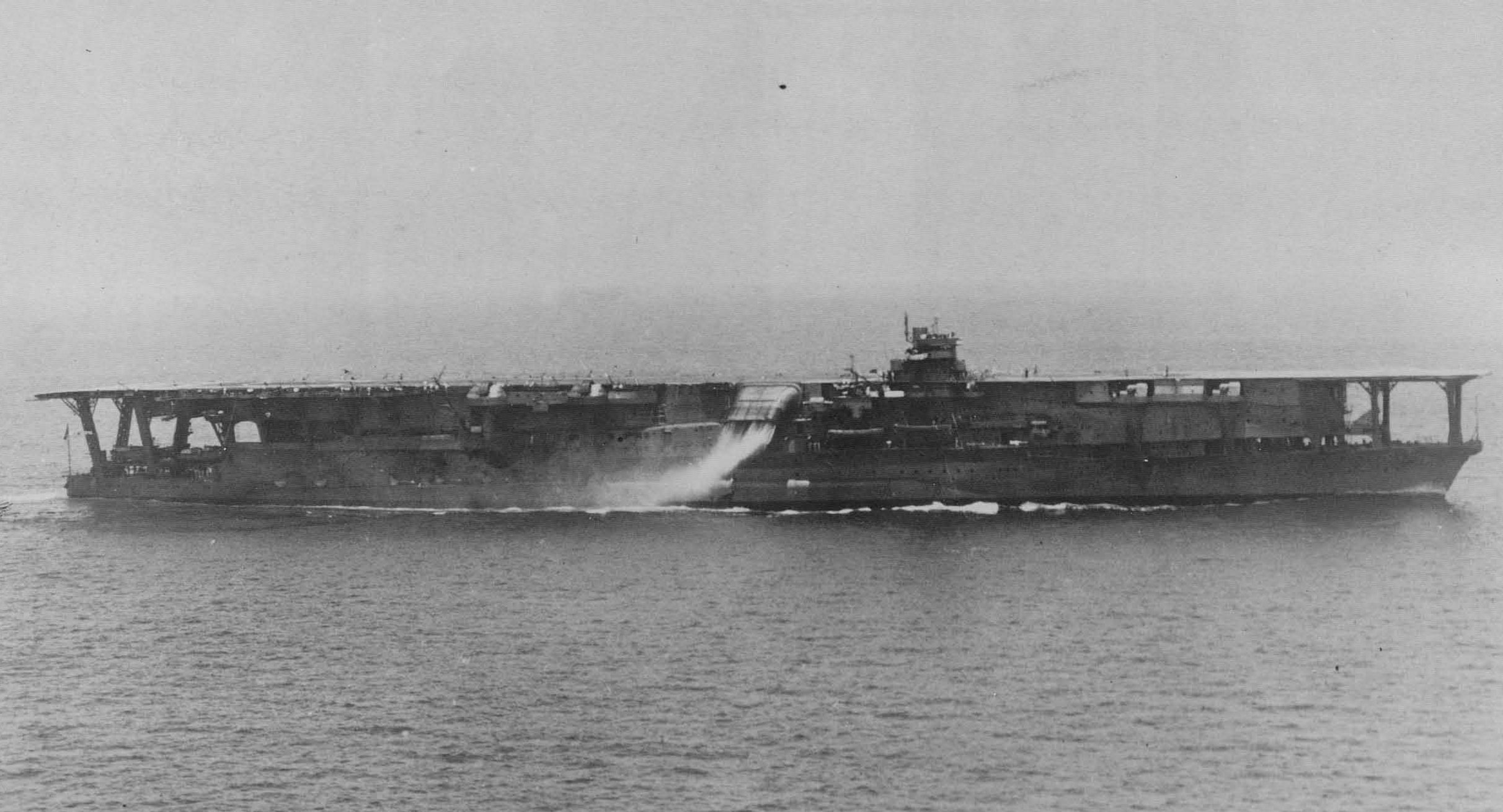
Kaga
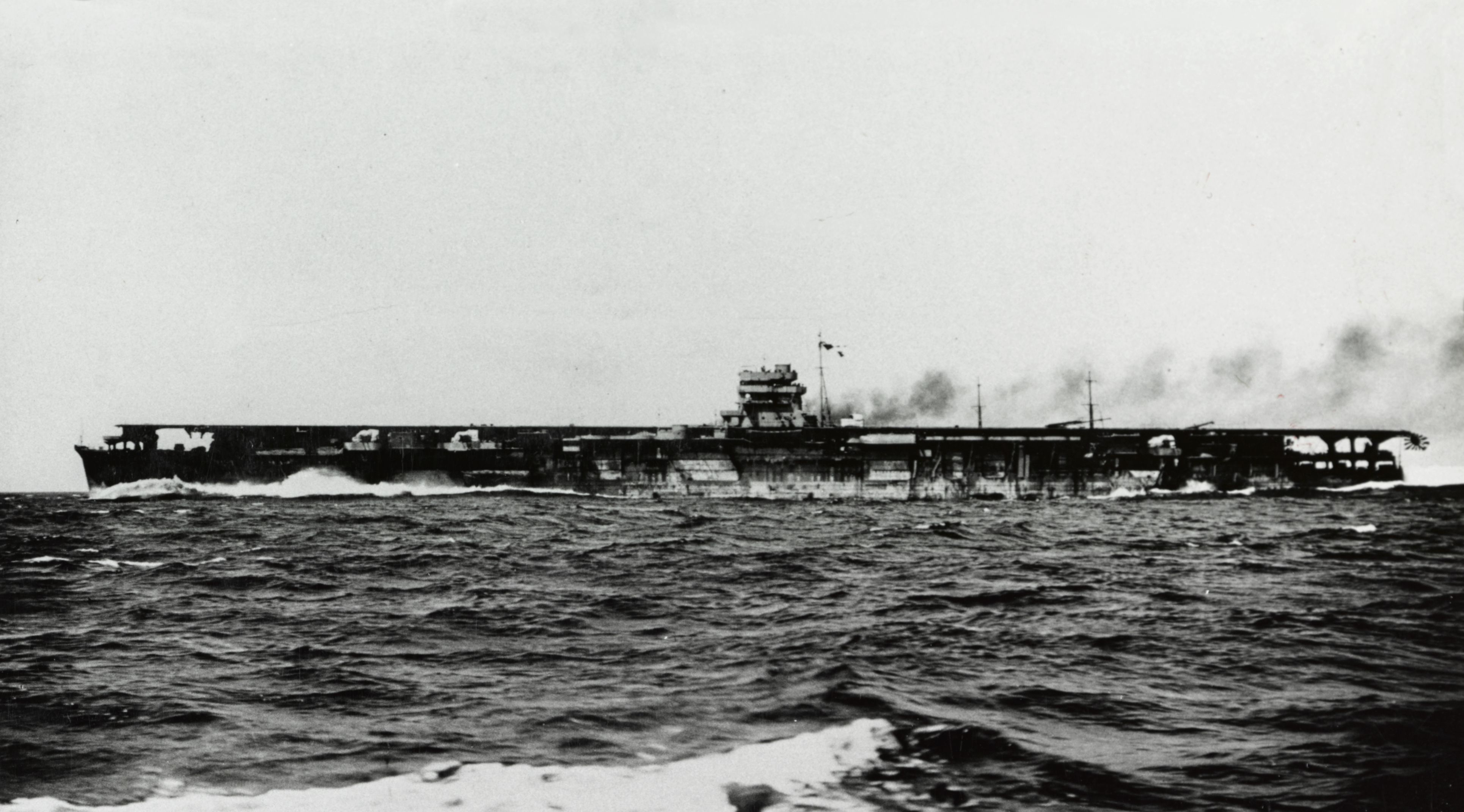
Hiryū
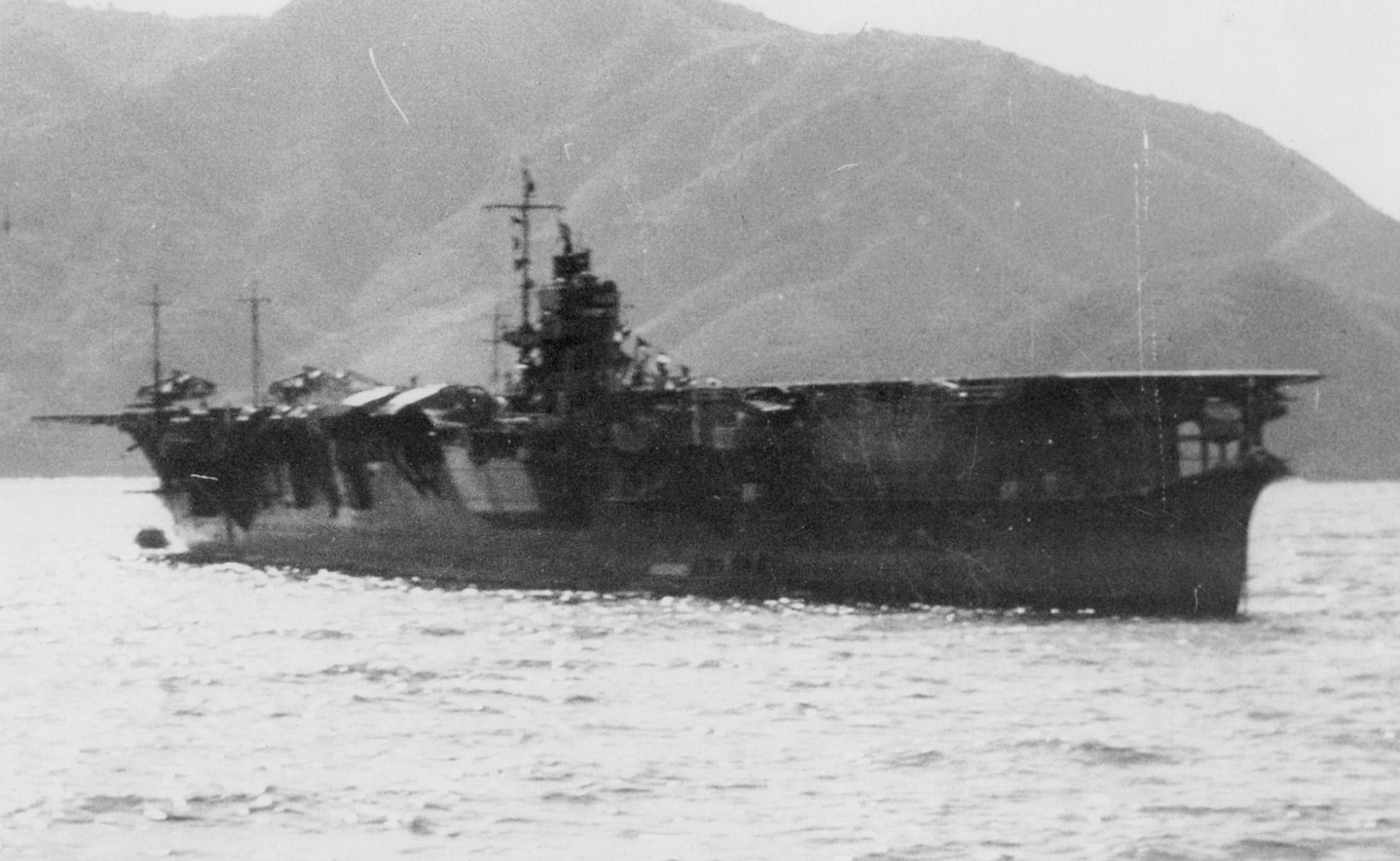
Sōryū
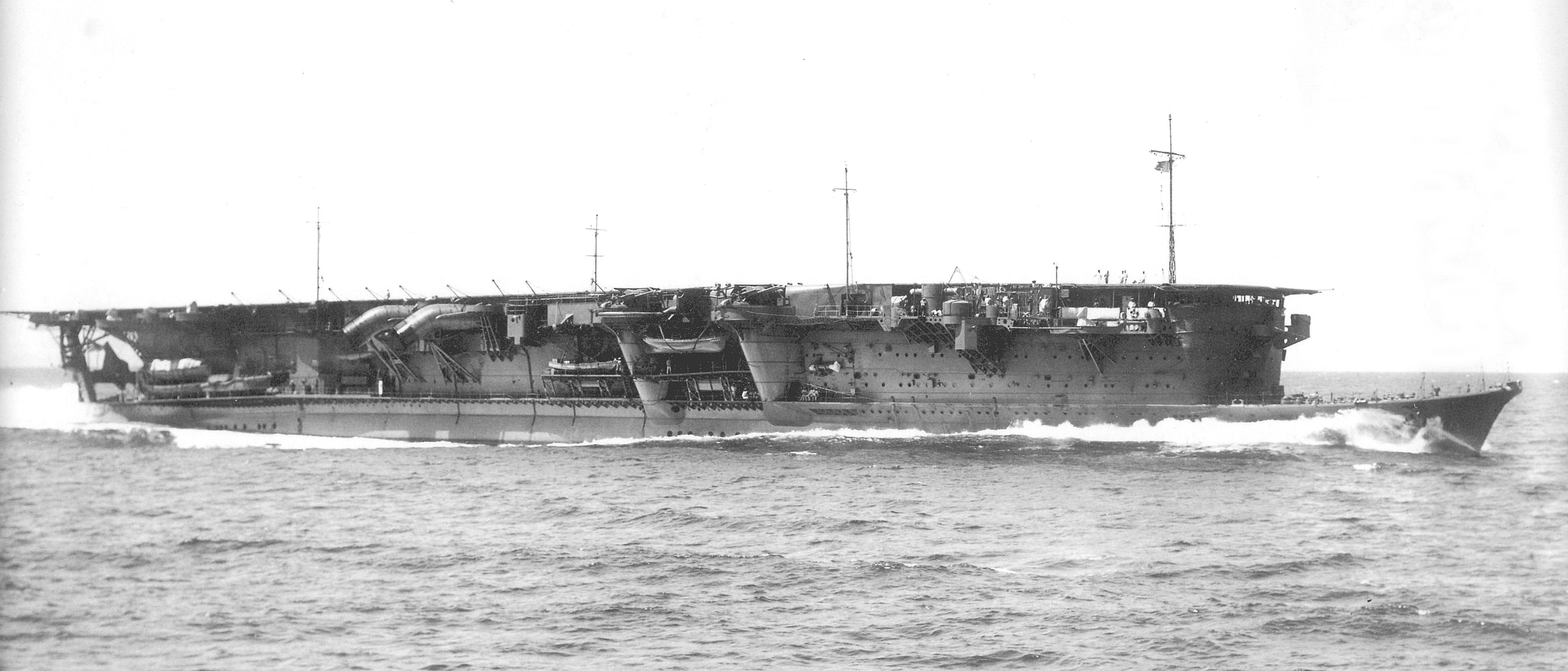
Ryūjō
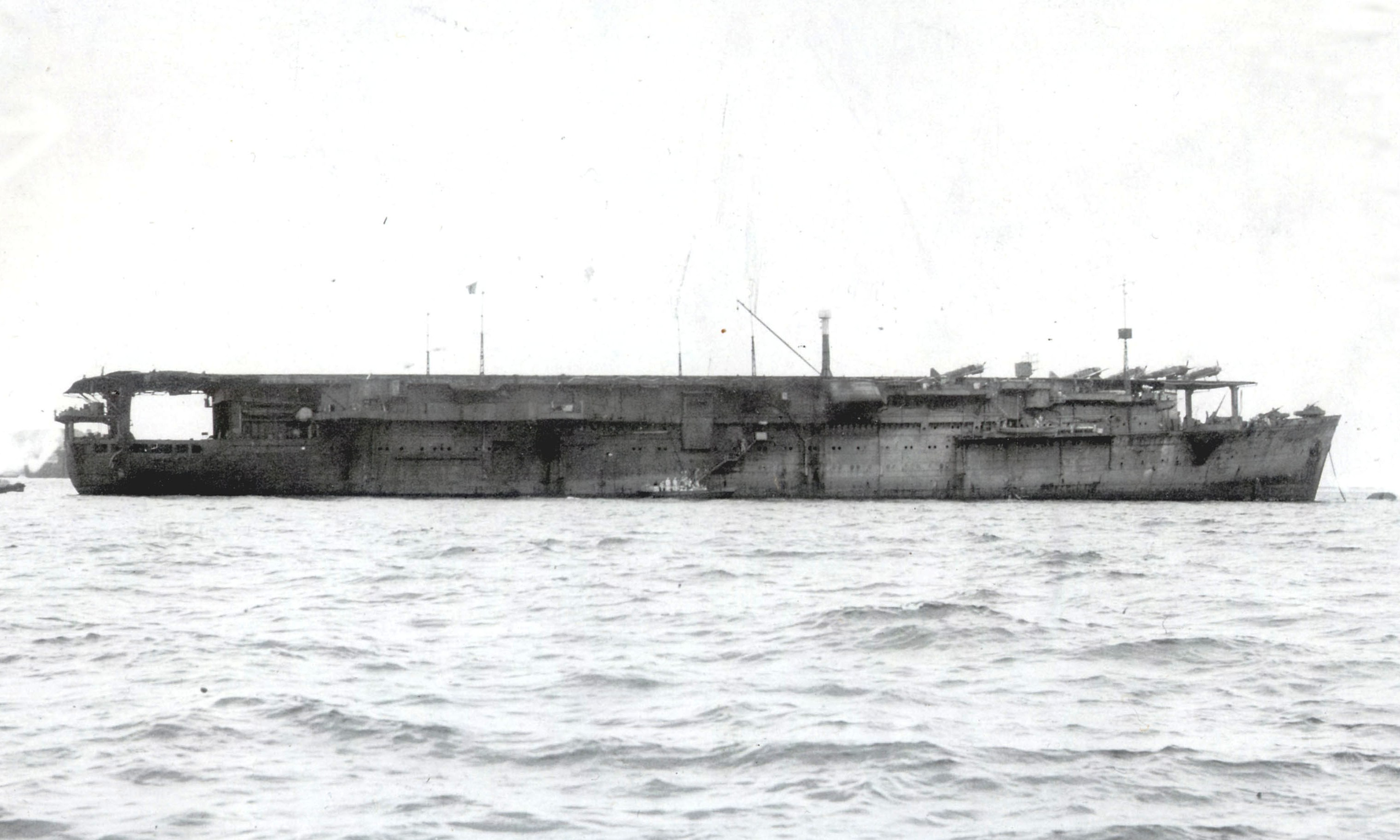
Taiyō
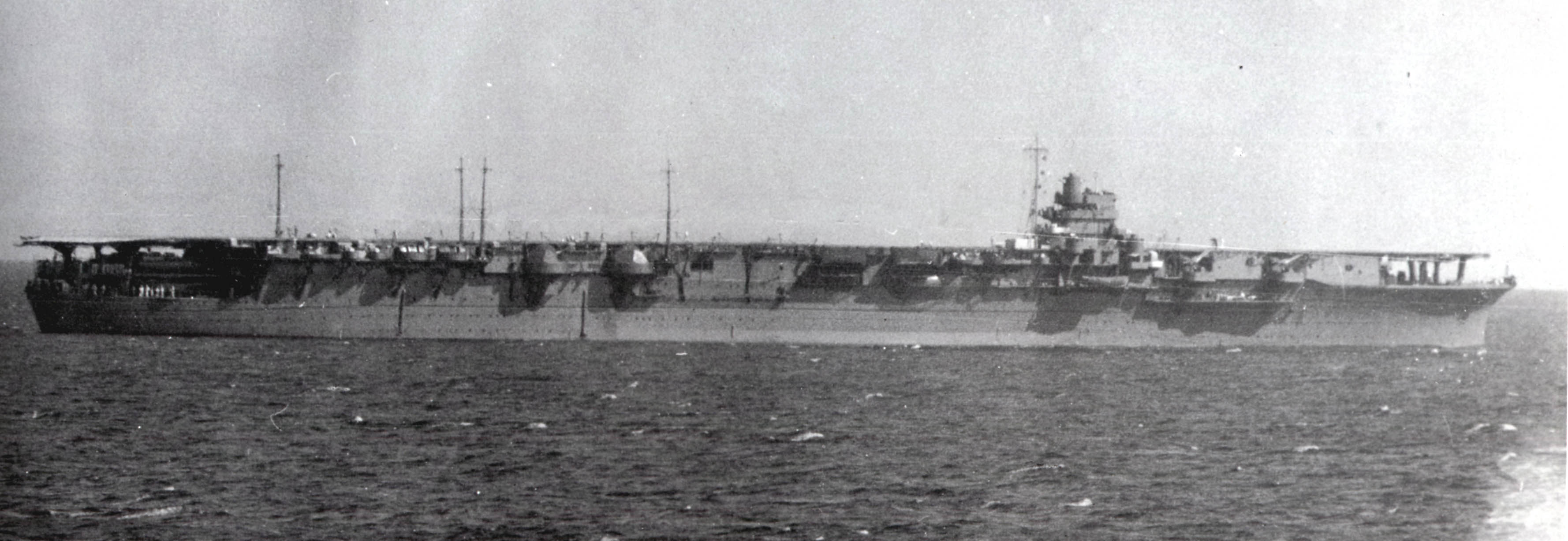
Zuikaku
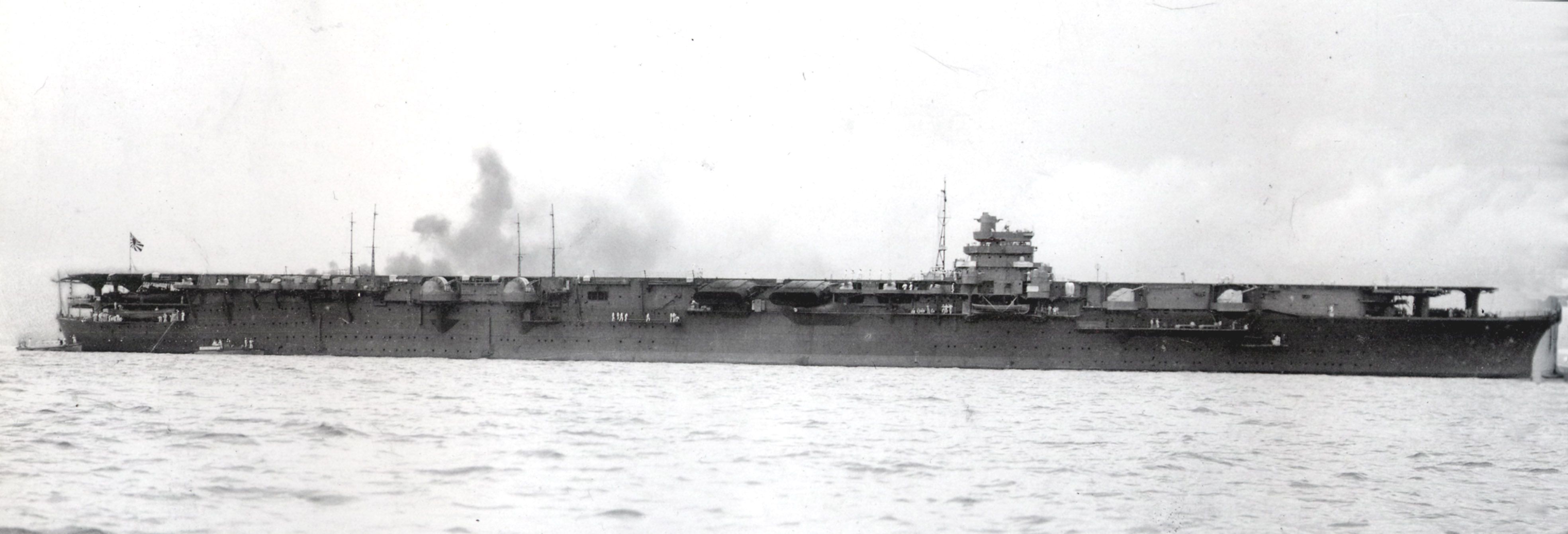
Shōkaku

### Die Unterstützungskräfte der Kidō Butai zu Beginn des Pazifikkriegs

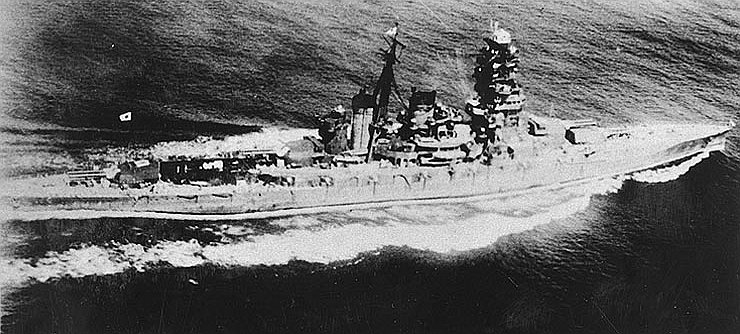
Hiei
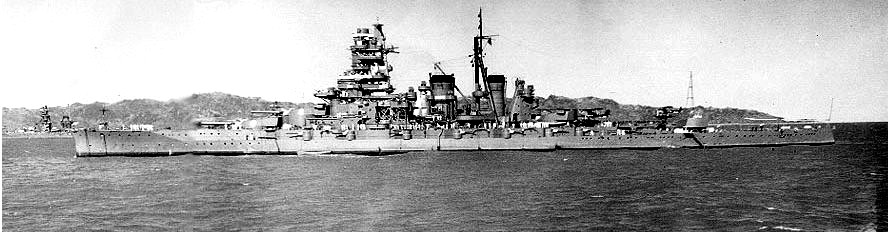
Kirishima
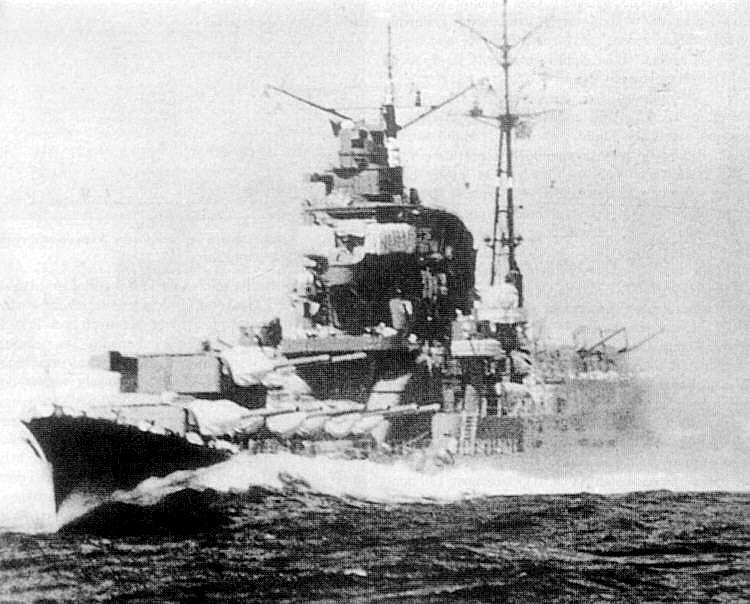
Chikuma

## Schiffe der Kidō Butai
| Die Trägerdivisionen der Kidō Butai zu Beginn des Pazifikkriegs | Die Trägerdivisionen der Kidō Butai zu Beginn des Pazifikkriegs | Die Trägerdivisionen der Kidō Butai zu Beginn des Pazifikkriegs | Die Trägerdivisionen der Kidō Butai zu Beginn des Pazifikkriegs | Die Trägerdivisionen der Kidō Butai zu Beginn des Pazifikkriegs | Die Trägerdivisionen der Kidō Butai zu Beginn des Pazifikkriegs | Die Trägerdivisionen der Kidō Butai zu Beginn des Pazifikkriegs | Die Trägerdivisionen der Kidō Butai zu Beginn des Pazifikkriegs |
| --------------------------------------------------------------- | --------------------------------------------------------------- | --------------------------------------------------------------- | --------------------------------------------------------------- | --------------------------------------------------------------- | --------------------------------------------------------------- | --------------------------------------------------------------- | --------------------------------------------------------------- |
| Trägerdivision 1                                                | Trägerdivision 1                                                | Trägerdivision 2                                                | Trägerdivision 2                                                | Trägerdivision 4                                                | Trägerdivision 4                                                | Trägerdivision 5                                                | Trägerdivision 5                                                |
| Akagi Kaga                                                      | Zerstörerdivision 7                                             | Sōryū Hiryū                                                     | Zerstörerdivision 23                                            | Ryūjō Taiyō                                                     | Zerstörerdivision 3                                             | Shōkaku Zuikaku                                                 |                                                                 |
| Akagi Kaga                                                      | Akebono Ushio                                                   | Sōryū Hiryū                                                     | Kikuzuki Uzuki                                                  | Ryūjō Taiyō                                                     | Shiokaze Hokaze                                                 | Shōkaku Zuikaku                                                 | Oboro Akigumo                                                   |

| Träger      | Jagdflugzeug    | Jagdflugzeug    | Torpedobomber | Torpedobomber | Sturzkampfbomber | Sturzkampfbomber |
| ----------- | --------------- | --------------- | ------------- | ------------- | ---------------- | ---------------- |
| Träger      | Mitsubishi A6M2 | Mitsubishi A5M4 | Yokosuka B4Y1 | Nakajima B5N2 | Aichi D1A2       | Aichi D3A1       |
| Akagi       | 18              |                 |               | 27            |                  | 27               |
| Kaga        |                 | 12              | 36            |               | 24               |                  |
| Sōryū       | 18              |                 |               | 18            |                  | 18               |
| Hiryū       | 18              |                 |               | 18            |                  | 18               |
| Ryūjō       |                 | 16              |               | 18            |                  |                  |
| Shōkaku     | 18              |                 |               | 27            |                  | 27               |
| Zuikaku     | 18              |                 |               | 27            |                  | 27               |
| Taiyō       | Geleitträger    | Geleitträger    | Geleitträger  | Geleitträger  | Geleitträger     | Geleitträger     |
| Gesamt: 430 | 90              | 28              | 36            | 135           | 24               | 117              |

- Akagi
- Kaga
- Hiryū
- Sōryū
- Ryūjō
- Taiyō
- Zuikaku
- Shōkaku

| Die Unterstützungskräfte der Kidō Butai zu Beginn des Pazifikkriegs | Die Unterstützungskräfte der Kidō Butai zu Beginn des Pazifikkriegs | Die Unterstützungskräfte der Kidō Butai zu Beginn des Pazifikkriegs | Die Unterstützungskräfte der Kidō Butai zu Beginn des Pazifikkriegs | Die Unterstützungskräfte der Kidō Butai zu Beginn des Pazifikkriegs |
| ------------------------------------------------------------------- | ------------------------------------------------------------------- | ------------------------------------------------------------------- | ------------------------------------------------------------------- | ------------------------------------------------------------------- |
| Direkt unterstellt                                                  | Schlachtschiffdivision 3 Vizeadmiral Mikawa Gun’ichi                | Kreuzerdivision 8 Konteradmiral Abe Hiroaki                         | Zerstörergeschwader 1 Konteradmiral Ōmori Sentarō                   | Zerstörergeschwader 1 Konteradmiral Ōmori Sentarō                   |
| I-19 I-21 I-23                                                      | Hiei Kirishima                                                      | Tone Chikuma                                                        | Abukuma                                                             | Abukuma                                                             |
| I-19 I-21 I-23                                                      | Hiei Kirishima                                                      | Tone Chikuma                                                        | Zerstörerdivision 17                                                | Zerstörerdivision 18                                                |
| I-19 I-21 I-23                                                      | Hiei Kirishima                                                      | Tone Chikuma                                                        | Isokaze Urakaze Tanikaze Hamakaze                                   | Arare Kasumi Kagerō Shiranui                                        |

- Hiei
- Kirishima
- Chikuma

## Kommandeure der 1. Marineluftflotte
| Nr.            | Dienstgrad und Name         | Bild           | Amtszeit            | Amtszeit          |
| Nr.            | Dienstgrad und Name         | Bild           | Beginn der Amtszeit | Ende der Amtszeit |
| 1. Aufstellung | 1. Aufstellung              | 1. Aufstellung | 1. Aufstellung      | 1. Aufstellung    |
| -------------- | --------------------------- | -------------- | ------------------- | ----------------- |
| 1.             | Vizeadmiral Nagumo Chūichi  |                | 15. Januar 1941     | 14. Juli 1942     |
| 2. Aufstellung |                             |                |                     |                   |
| 2.             | Vizeadmiral Kakuta Kakuji   |                | 1. Juli 1943        | 7. August 1944    |
| 3.             | Vizeadmiral Teraoka Kinpei  |                | 7. August 1944      | 20. Oktober 1944  |
| 4.             | Vizeadmiral Ōnishi Takijirō |                | 20. Oktober 1944    | 10. Mai 1945      |
| 5.             | Vizeadmiral Shima Kiyohide  |                | 10. Mai 1945        | 15. Juni 1945     |